# Suchodół (rejon czortkowski)
Suchodół – wieś na Ukrainie, w  rejonie czortkowskim obwodu tarnopolskiego, w hromadzie Husiatyn.
Właścicielem tabularnym Suchodołu był Seweryn Jan Duklan Korytko h. Jelita (1816–1902). W 1884 w majątku urodził się wnuk Seweryna – Paweł, major kawalerii Wojska Polskiego, w czasie wojny z bolszewikami pełniący obowiązki dowódcy 1 Pułku Ułanów Krechowieckich. W Suchodole urodziła się Maria Joanna Colonna- Walewska (Maria Jehanne Wielopolska) oraz Emilia Kijak z d. Szewczuk (1927-2019) – zmarła w Olsztynie nauczycielka geografii, wyróżniona odznaką honorową „Zasłużony dla Warmii Mazur”.
Do 2020 roku część rejonu husiatyńskiego, od 2020 – czortkowskiego.
Dawniej częścią Suchodołu była wieś Trojanówka (obecnie jest to część Bednarówki).